# Playa Santiago
Playa Santiago è un centro abitato, un porto ed un centro turistico del comune di Alajeró nell'isola de La Gomera facente parte dell'arcipelago Canario.

## Posizione
Situato nel sud de La Gomera, nella parte più arida dell'isola, Playa Santiago si trova a meno di 3 chilometri dall'aeroporto de La Gomera, inaugurato nel 1999, e a circa 30 km di strada dalla capitale San Sebastiàn de La Gomera.

## Descrizione
Playa Santiago, che contava circa 1.200 abitanti nel 2007, è il secondo centro turistico de La Gomera dopo Valle Gran Rey, situato a ovest dell'isola. Oltre al porto, il centro possiede una spiaggia di sabbia nera che al suo centro incrocia il Barranco de Santiago. È possibile inoltre trovare diversi alberghi, appartamenti, ristoranti e un campo da golf a 18 buche.